# Trotuar

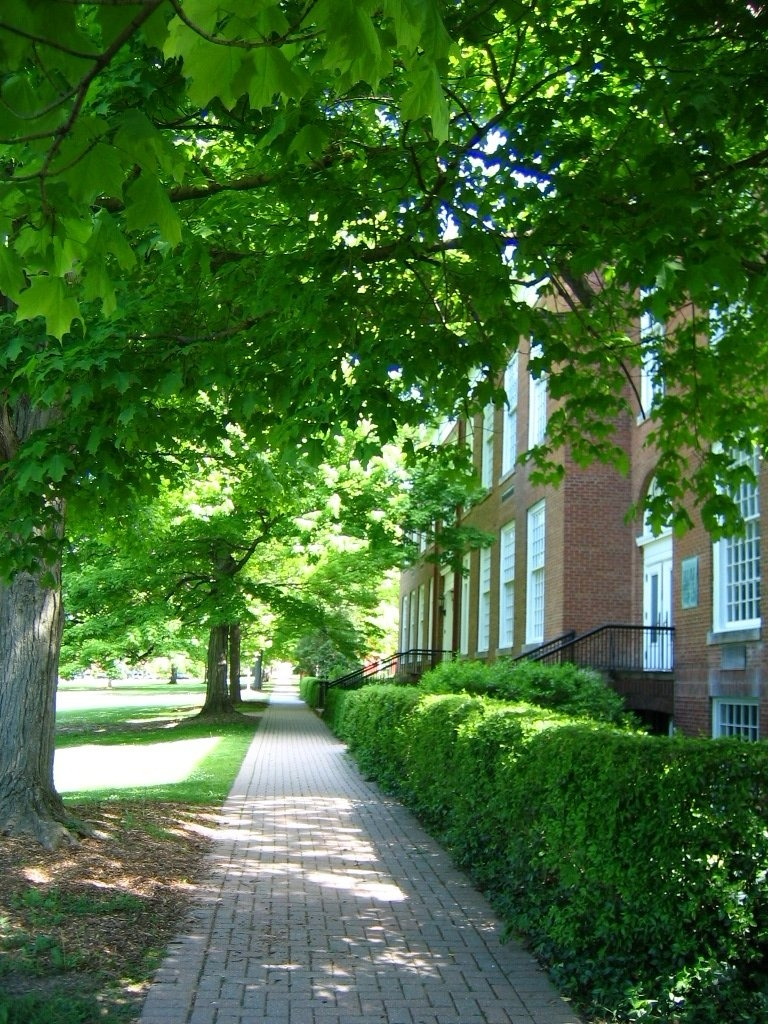
Trotuar din Hudson, Ohio

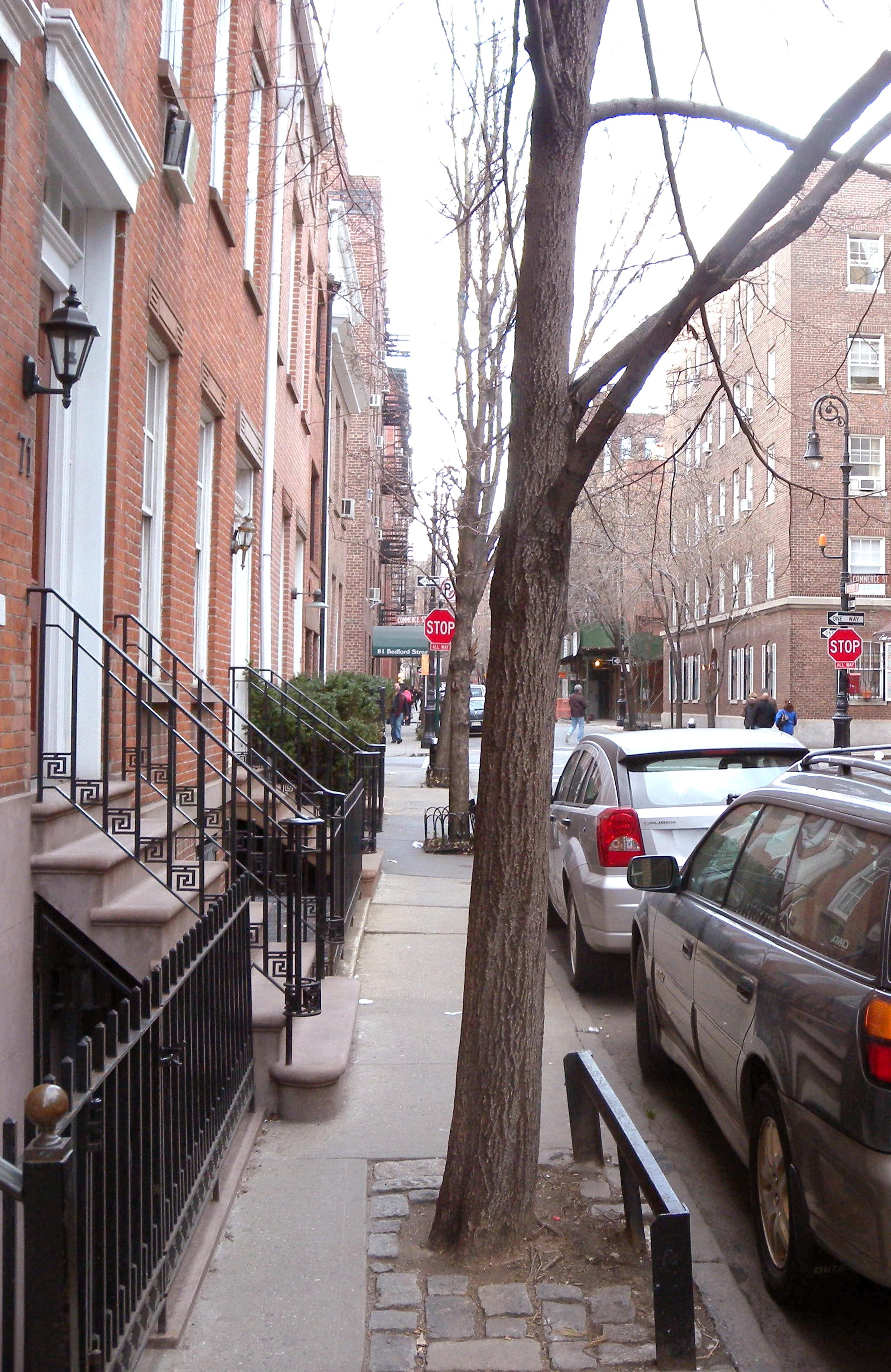
Trotuar din New York City

Un trotuar este partea drumului rezervată pentru pietoni și, câteodată, altor utilizatori (cum ar fi bicicliști, scutere etc.). Un trotuar poate avea modificări diferite în înălțime față de drum și este, de obicei, separat de secțiunea de circulație pentru vehicule cu bordură. În numeroase cazuri există și o fâșie de vegetație, iarbă, arbuști, copaci sau o combinație a acestora pe trotuar sau între secțiunea pietonală și secțiunea de circulație pentru vehicule.